# Abelardo L. Rodríguez
Abelardo Rodríguez Luján (Guaymas, Sonora; 12 de mayo de 1889-La Jolla, California; 13 de febrero de 1967), conocido como Abelardo L. Rodríguez, fue un militar, empresario y político mexicano que se desempeñó como presidente de México del 4 de septiembre de 1932 al 30 de noviembre de 1934. Fue el último presidente no electo popularmente en ejercer.
Participó en el Ejército Constitucionalista durante la Revolución mexicana. Fue gobernador del Territorio Norte de Baja California de 1923 a 1930, secretario de Guerra y Marina en 1932 y secretario de Industria, Comercio y Trabajo en 1932. Con la renuncia de Pascual Ortiz Rubio fue designado por el Congreso de la Unión para completar el sexenio 1928-1934. Posteriormente se desempeñó como gobernador de Sonora de 1943 a 1948.

## Primeros años
Abelardo Rodríguez provenía de una familia pobre de Sonora. Fue uno de los 10 hijos del comerciante y después militar Nicolás Rodríguez y Petra Luján. Su familia se trasladó a Nogales, ciudad en que realizó sus estudios primarios que no concluyó. Trabajó en Cananea como operador en la mina de cobre. Se trasladó a Durango con los parientes de su padre; trabajó en unión con su hermano Fernando como comerciante en el ramo ferretero. Su deporte favorito era el béisbol.
Estando en la frontera, vio la oportunidad de mudarse a Estados Unidos de América donde residió algunos años. Ahí conoció y experimentó el estilo de vida norteamericana donde estudió canto, y realizó diversas actividades. Su estancia en este país lo motivó pensar, actuar y adoptar ciertas formas estadounidenses, como la de llevar sus apellidos, por lo que desde entonces utilizó Abelardo L. Rodríguez. Regresó en 1909 a los 20 años, como aprendiz de garrotero en Navojoa. Ascendió a Inspector de ferrocarril.

## Vida militar y política

### Militar
Se incorporó como comandante de policía en Nogales. Encontró al país en plena lucha revolucionaria. Luchó a partir del 1 de marzo de 1913, cuando se enlistó en las fuerzas de Álvaro Obregón en el Ejército Constitucionalista, que combatía al presidente Victoriano Huerta, acusándolo de usurpar la presidencia y asesinar a Francisco I. Madero.
Rodríguez ascendió rápidamente. Participó en varias batallas, como la toma de Culiacán; estuvo en la campaña del Bajío; suprimió en Sonora un levantamiento yaqui y combatió al ejército zapatista.
Participó en la campaña con Benjamín Hill hacia la Ciudad de México donde en 1916 lo ascendió a coronel.  En 1920 secundó el Plan de Agua Prieta, con Rafael M. Pedrajo mismo que destituía al presidente Venustiano Carranza. El 21 de mayo de 1920 fue ascendido a General Brigadier y comisionado para controlar a Esteban Cantú, que no aceptó al recién nombrado presidente interino Adolfo de la Huerta (junio a noviembre de 1920). En 1921 fue designado jefe militar del territorio de Baja California.

### Gobernador de Baja California (1923-1930)
Después de 3 años de inestabilidad política ante la salida de Esteban Cantú en 1920 que había gobernado por 5 años, en 1923 fue nombrado por el presidente Álvaro Obregón, su antiguo comandante en el ejército Constitucionalista, como gobernador general del Territorio de Baja California. 
Desarrolló una política de recuperación de las finanzas públicas, afectadas por la rebelión de la huertista, a la que combatió. También fomentó la educación, la construcción de carreteras, la agricultura, la industria, la reforma agraria, la construcción de caminos y canales de irrigación, el sindicalismo y exigió que las empresas contrataran mano de obra mexicana. Esta política la llevaría a cabo también durante su presidencia. 
Al asumir el cargo a la presidencia de México Plutarco Elías Calles el 1 de diciembre de 1924, fue ratificado en el cargo por su viejo amigo y sus bonos crecieron constantemente.
Aeronáutica. Para conectar a la aislada Baja California con el resto del país, e impulsar el desarrollo económico, promovió la aviación y quiso utilizar ése medio ya disponible para tal efecto. En 1927 estableció la primera empresa de fabricación de aviones en Baja California. En 1928 se produjo la primera nave llamada BC-1 (Baja California n.º 1),la cual hizo su primer vuelo de Mexicali a Mazatlán. La BC-2 voló sin escalas a la Cd. de México en casi 15 horas de vuelo, con Roberto Fierro Villalobos como piloto y Plutarco Elías Calles  dándole la bienvenida. La empresa duró solo algunos años.
La estancia de Rodríguez en Baja California dio continuidad a lo establecido por Esteban Cantú, resultando muy favorable para el desarrollo del estado y su población. Las negociaciones con chinos, americanos, y empresarios del vicio, forjaron su carrera y fue aprovechado para el desarrollo económico y social del estado, logrando así una notable estabilidad, misma que aumentaba al compararse con la inestabilidad posterior ya que en los siguientes 7 años hubo 10 mandatarios estatales.

### Secretario del gobierno Federal
En 1929, el gobierno de Emilio Portes Gil lo envió al extranjero a estudiar las técnicas de aviación e industria que estaban a la vanguardia en aquella época, y que eran sus mayores pasatiempos.
El 20 de enero de 1932 fue designado en el gabinete de Pascual Ortiz Rubio. como ministro de Industria, Comercio y Trabajo. El 2 de agosto del mismo año ministro de Guerra y Marina.

### Presidencia (1932-1934)

#### Nombramiento
El 2 de septiembre de 1932, el día siguiente de su II informe presidencial, el presidente Pascual Ortiz Rubio presentó su renuncia bajo el cargo de que algunas personas no lo dejaban ejercer sus facultades constitucionales de Primer Mandatario. De acuerdo con el artículo 86 de la Constitución, el Congreso de la Unión debe aprobar la renuncia del presidente, y la misma tarde en que fue presentada el Congreso aceptó la renuncia de Ortiz Rubio. La renuncia de Pascual Ortiz Rubio procedió, y en términos del artículo 84 constitucional, la renuncia de Ortiz Rubio se da dentro de los primeros dos años de gobierno; por lo tanto el Congreso se erigió en colegio electoral para nombrar en escrutinio secreto y por mayoría absoluta de votos, un presidente interino.
De acuerdo con la Ley Orgánica del Congreso de los Estados Unidos Mexicanos, la propuesta del presidente sustituto se hace por el grupo parlamentario del partido en el que militaba el presidente a sustituir, en este caso el Partido Nacional Revolucionario, quien propuso a los siguientes individuos: Alberto J. Pani, secretario de Hacienda, Joaquín Amaro Domínguez, Juan José Ríos, secretario de Gobernación. y Abelardo L. Rodríguez, quien resultó electo. Cuando se escuchó su nombre en la terna del PNR, fue ovacionado, con lo que se entendió que sería electo por unanimidad.

#### Presidente Sustituto Constitucional

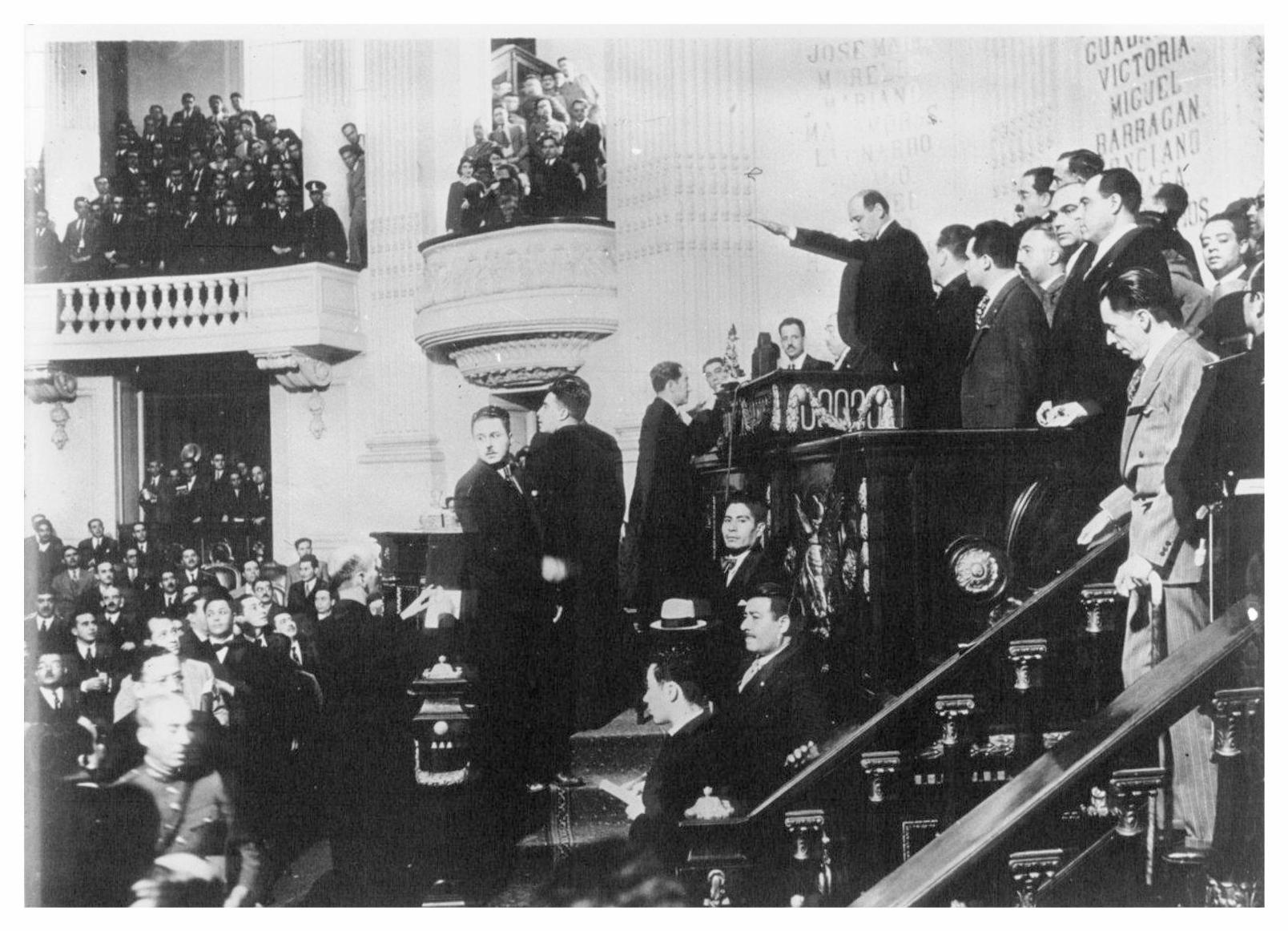
Toma de Protesta de Rodríguez como presidente de México, 1932.

Abelardo Rodríguez ejerció la presidencia en calidad de Presidente sustituto del 4 de septiembre de 1932 hasta el 30 de noviembre de 1934. Durante su presidencia 
- Promulgó la reforma antirreeleccionista[14] a la Constitución, que evitaba la reelección inmediata de todos los cargos de elección popular, establecida a partir del 29 de abril de 1933.
- Reformó la Ley del Patrimonio Ejidal.
- Otorgó, por decreto del 2 de mayo de 1933, el completo control de cambios al Banco de México.
- Creó el Banco Hipotecario y de Obras Públicas hoy Banco Nacional de Obras y Servicios Públicos (Banobras)[15] uno de los pocos bancos paraestatales, que comenzó a funcionar en febrero de 1933.
- Fundó Nacional Financiera.
- También, con la Ley de Beneficencia Privada estableció que los organismos privados de altruismo fueran regulados por la Secretaría de Gobernación, y a partir de 2004 esta función pertenecería a la Secretaría de la Función Pública. Asimismo, envió al Congreso la iniciativa de la Ley Orgánica de la Universidad Nacional Autónoma de México[16]
- Impulsó una ley contra los monopolios.
- Desde junio de 1933, Calles había expresado la conveniencia de elaborar un minucioso programa de acción que debería aplicarse en el siguiente periodo presidencial. El grupo cardenista logró que el Plan Sexenal se convirtiera en un programa de transformación, tendiente a reivindicar a fondo los principios de la Revolución, con muchos de los cuales Calles ya había demostrado que no estaba de acuerdo.
- Creó el Departamento de Trabajo.
- Estableció el 5 de enero de 1934 el salario mínimo,
- El 10 de octubre del mismo año se reformó el artículo 3.º de la Constitución para establecer la educación socialista.[17]
- Exigió a la iglesia que se sujetase a la ley, y tuvo enfrentamientos políticos serios con el clero en Veracruz, Tabasco y Jalisco.
- Formó la Compañía Petróleos de México (Petromex), antecesora de Pemex.
- Negoció el pago de la deuda externa.
- Promulgó la Ley del Servicio Exterior.
- Inauguró el 29 de septiembre de 1934, el Palacio de Bellas Artes, que había sido iniciado a construirse en 1904.

Su mandato terminó el 30 de noviembre de 1934, cuando fue sucedido por Lázaro Cárdenas del Río. 

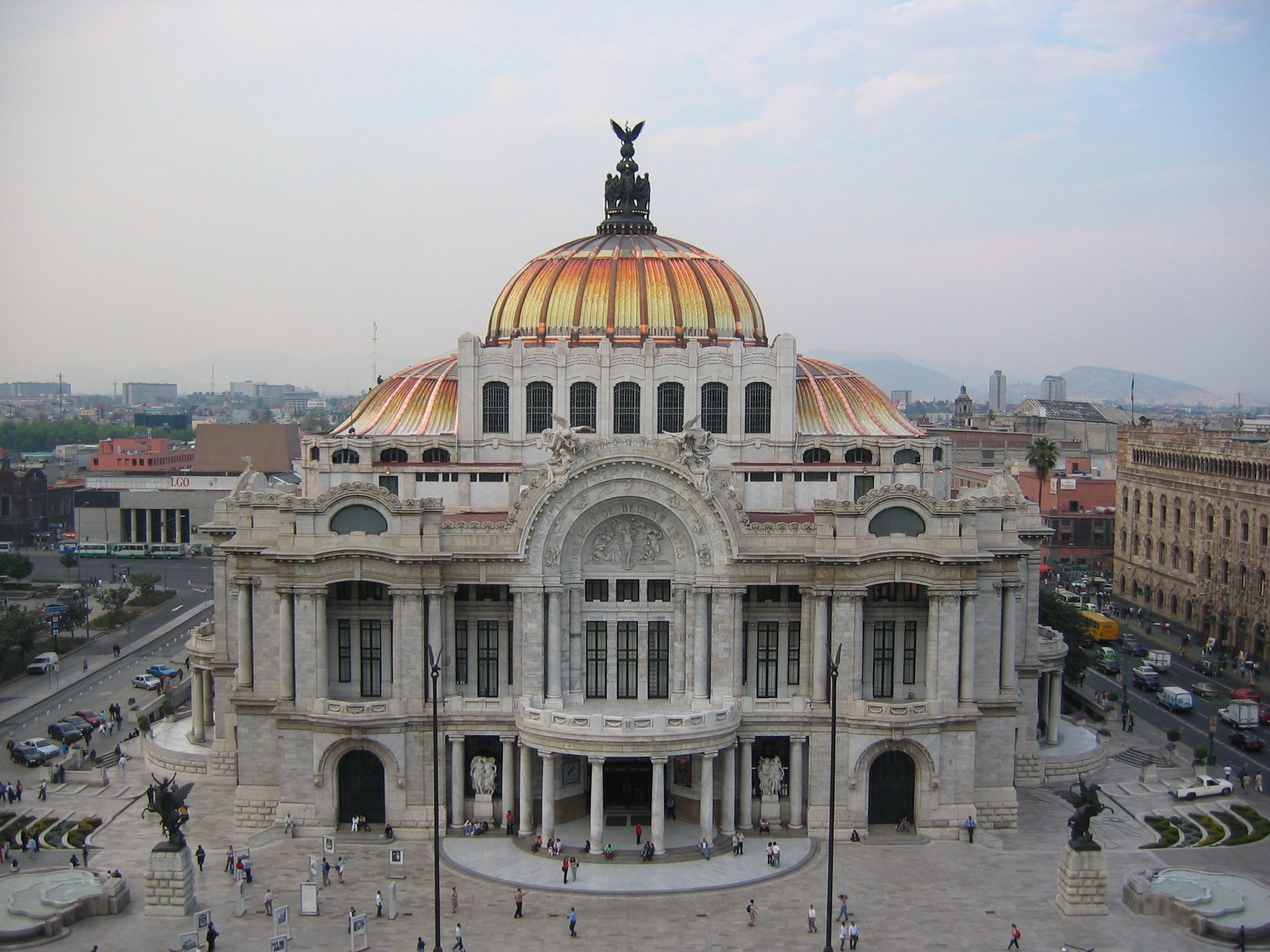
Palacio de Bellas Artes, inaugurado por Rodríguez.

En 1942 en tiempos de la Segunda Guerra Mundial, el entonces presidente Manuel Ávila Camacho convocó a todos los expresidentes vivos donde participó en una marcha de unidad nacional en el Palacio Nacional. Asistieron todos los expresidentes que gobernaron al país desde 1920, a excepción de Álvaro Obregón (asesinado el 17 de julio de 1928), sin contar a Pedro Lascuráin y Roque González Garza.

### Gobernador de Sonora (1943-1948)
En 1943 fue elegido como gobernador de Sonora, cargo del que tomó posesión el 13 de septiembre. Allí dedicó especial atención a la educación; 
- Fundó la Universidad de Sonora.[18]
- anunció en 1948 su renuncia al gobierno de Sonora por problemas de salud.

## Vida empresarial
Desde que conoció los negocios con su hermano en la ferretería y su estancia en Estados Unidos, se interesó por los negocios, mismos en los que incursión ya que fundó unos, se asoció en otros y unos más los impulsó desde el gobierno; fue accionista en varios de ellos, hasta participar en cerca de 70 empresas, a través de su vida tanto en Baja California, como en la presidencia y en la Gubernatura de Sonora, y posteriormente a ella, cosechando algodón y olivo, empresas transportadoras, de pesca de camarón, un astillero, proveedora industrial, laboratorios, empresas de corte vinícola, de aeronáutica empacadoras, de seguros y otras. Al respecto declaró en su libro autobiográfico: 
“Como mis propósitos fueron elevar constantemente el estándar de vida de mi pueblo y un pueblo no puede progresar sin recursos y fuentes de trabajo, y mucho menos en un país de economía raquítica, consideré necesario empezar a crear fuentes de trabajo, con el objeto de ayudar hasta donde me fuera posible, a elevar la economía nacional y, dar al mismo tiempo, oportunidad a muchos mexicanos para trabajar”
Ser empresario fue asunto que trató y supo manejar con cautela debido a su gestión como político, tanto en intereses nacionales como extranjeros, asunto que desde Gobernador de Baja California había aprendido a negociar y ser intermediario, basado en el principio de ganar-ganar.
- Fundó el Banco Mexicano, el Banco Mexicano de Occidente y el Banco de Crédito Mexicano,
- Estableció las Pesqueras del Pacífico, Atún Mexicano y Astilleros Rodríguez en Ensenada Baja California.
- En 1961, recibió el nombramiento de presidente del Consejo Consultivo de Pesca.
- Impulsó con otros socios al cine mexicano, con la empresa Crédito Cinematográfico Mexicano (DF), accionista minoritario en la empresa España-México-Argentina y Estudios Tepeyac así como y otras 12 empresas cinematográficas más y 3 teatrales, 2 de radiocomunicación, 2 de impresión, una de fotografía.

En 1940 se había convertido en uno de los empresarios prósperos de México.

## Vida privada
Abelardo se casó tres veces. En 1917 contrajo matrimonio con Luisa Montijo (de Guaymas), con la cual procrearon a Abelardo Luis. Se separó 4 años después y se casó en Calexico Ca. con Eathyl Vera Meier (de Chicago) quien murió en 1922 después de perder a su hija nacida prematura. El 6 de febrero de 1924, contrajo matrimonio en Mexicali B.C. por tercera vez con Aída Sullivan Coya, (de Puebla) con quien fueron padres de tres hijos: Juan Abelardo, Fernando Julio, Abelardo.

### Fundación esposos Rodríguez

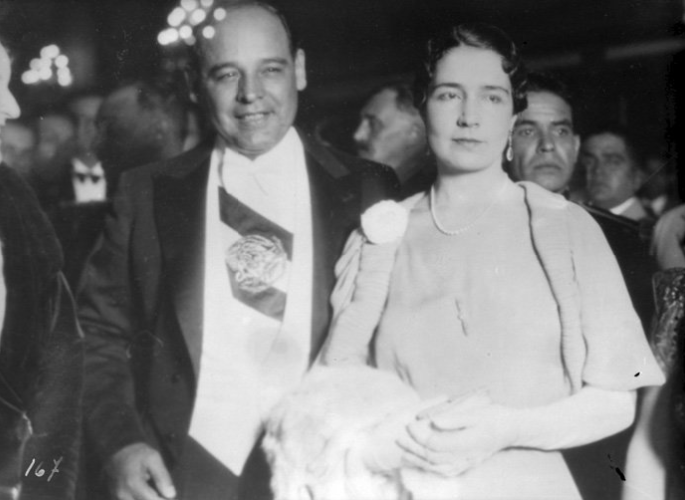
Abelardo Rodríguez y su esposa Aída Sullivan, c. 1930s.

El 6 de febrero de 1946, estableció la Fundación Esposos Rodríguez, en Hermosillo Sonora, donde apoyan con becas a jóvenes estudiantes.
Escribió su biografía a los 74 años (1962) y otro libro denominado "Notas de mi viaje a Rusia" (1938). 

### Muerte
A finales de 1966 su salud se fue deteriorando, por lo que tuvo que ser internado en un hospital en San Diego. El exmandatario Lázaro Cárdenas se enteró de la gravedad del general Rodríguez por los periódicos y decidió volar a Tijuana, el 9 de febrero de 1967, y esperar noticias en El Sauzal, sin entrar a Estados Unidos pues Cárdenas no era grato al gobierno del país vecino debido a que en ese momento apoyaba las ideas de Fidel Castro y formaba parte del Tribunal Internacional de Bertrand Russell que juzgara los crímenes de guerra cometidos en Vietnam. Abelardo Rodríguez murió el 13 de febrero de 1967 en el Scripps Memorial Hospital, en La Jolla, California, Estados Unidos de América. A su funeral asistió el presidente Gustavo Díaz Ordaz. 
Los restos de Abelardo L. Rodríguez, fueron sepultados en su finca en El Sauzal de Rodríguez, a 16 km al norte de Ensenada, Baja California.

## Reconocimientos
El Estadio "Abelardo L. Rodríguez" fue construido e inaugurado en su ciudad natal cuando era gobernador de Sonora (1945) y es donde jugaron los Ostioneros de Guaymas, y lograron 5 campeonatos . 
Se declara “Hijo benemérito de Sonora” el 15 de septiembre de 1949.  
El Aeropuerto Internacional Abelardo L. Rodríguez opera en la ciudad de Tijuana, en donde también se encuentra una presa con el mismo nombre. La presa de Hermosillo lleva su nombre, así como diversas calzadas e instalaciones públicas.